# Hino Motors

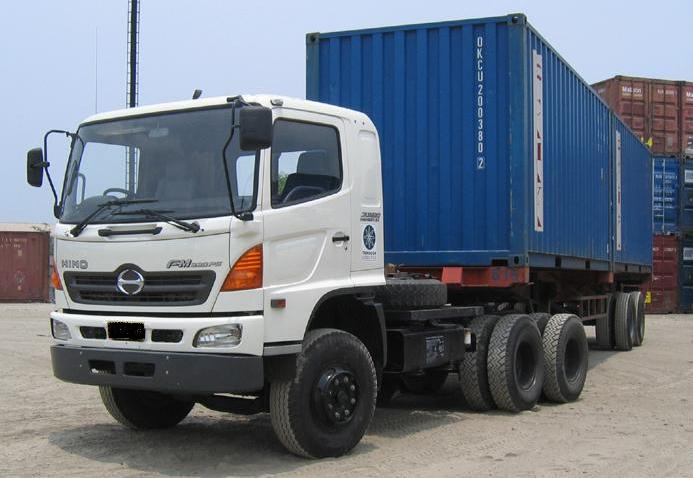
Caminhão produzido pela Hino Motors.

Hino Motors (日 野自動車株式会社, Hino Jidōsha), conhecida geralmente como simplesmente Hino, é um fabricante japonês de veículos comerciais e de motores a diesel (incluindo para caminhões, ônibus e outros veículos) sediada em Hino-shi, Tóquio. A empresa é um dos principais produtores de caminhões diesel de médio e pesado na Ásia.

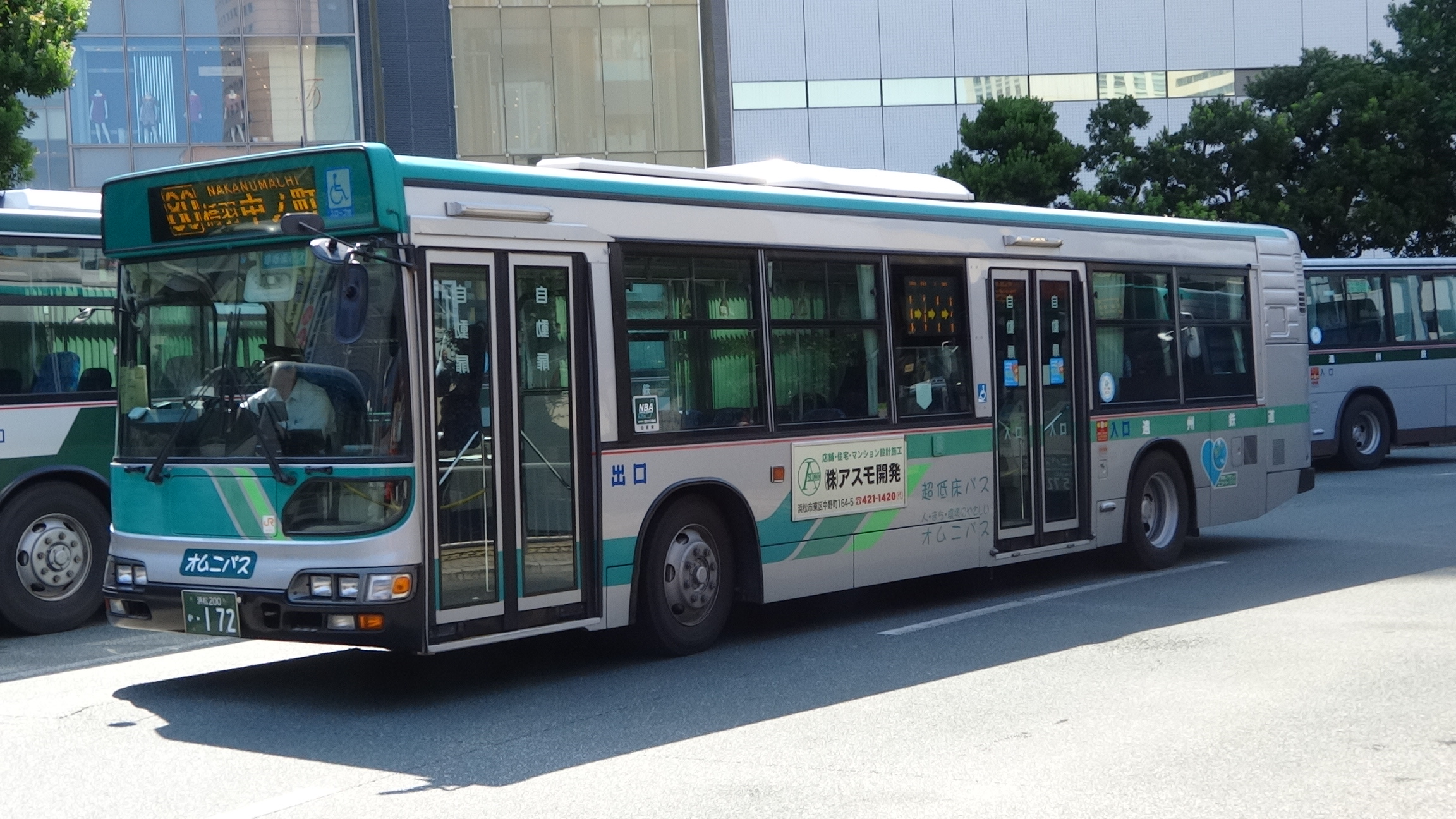
Ônibus da Hino Motors.

Hino Motors é um componente do Nikkei 225 na Bolsa de Valores de Tóquio. É uma subsidiária da Toyota Motor Corporation e uma das 16 maiores empresas do Grupo Toyota.